# Leptostylus gibbus
Leptostylus gibbus es una especie de escarabajo longicornio del género Leptostylus, categorizada en la tribu Acanthocinini, de la subfamilia Lamiinae. Fue descrita por Degeer en 1775.

## Descripción
Mide 6-7,5 mm de longitud.

## Distribución
Se distribuye por Guayana Francesa, Surinam y Venezuela.